# Italo Famea
Italo Famea (Trieste, 21 ottobre 1919 – ...) è stato un calciatore italiano, di ruolo mediano.

## Carriera
Giocò per due stagioni in Serie A nel Venezia.

## Palmarès

### Club

#### Competizioni nazionali
- Coppa Italia: 1

Venezia: 1940-1941